# Samsat
Samsat és una petita vila a la província d'Adıyaman de Turquia, situada a la part superior del riu Eufrates.
La recerca arqueològica del turó de Şehremuz a Samsat ha tret a la llum relíquies del Paleolític, datades el 7000 aC; també altres relíquies del Neolític (5000 aC), Eneolític (3000 aC) i de l'Edat del Bronze (3000-1200 aC). L'antiga ciutat de Ḫaḫḫum (hitita: Ḫaḫḫa) es trobava prop d'allà; se sap que era una font d'or per a l'antic Sumer.
Samsat (Samosata) fou posteriorment la capital emmurallada del regne de la Commagena, fundat el 69 aC, la civilització que va bastir les estàtues a la par més alta de la rodalia del Mont Nemrut (Nemrut Dağı). Vegeu Samòsata per al període antic de la ciutat, que va romandre com a centre regional en el període otomà.
La part vella de Samsat i tota la seva història van ser coberts pel Pantà d'Atatürk el 1989. La nova ciutat va ser construïda pel govern a tocar del nou embassament perquè hi poguessin viure els residents desplaçats.